# بين هامبتون
بين هامبتون (بالإنجليزية: Ben Hampton)‏ هو لاعب دوري الرغبي أسترالي، ولد في 29 فبراير 1992 في تيمورا ‏ في أستراليا.